# سيرغي يوران
سيرغي يوران (مواليد 11 يونيو 1969) هو لاعب كرة قدم. يلعب مع منتخب روسيا لكرة القدم. سبق له أن لعب في كأس العالم لكرة القدم مع منتخب بلاده.

## مسيرته الكروية
لعب سيرغي يوران خلال مسيرته الاحترافية مع 9 أندية في تسعة عشر موسمًا وسجل خلالها 70 هدف ضمن 283 مباراة. حيث فاز في موسمين بالكأس وفي أربعة مواسم بالدوري.
خاض سيرغي يوران مسيرته مع نادي زوريا لوهانسك في موسم 1985 واستمر معه طيلة ثلاثة مواسم، مشاركًا في 55 مباراة سجل خلالها 10 أهداف. ثم انتقل إلى نادي دينامو كييف في موسم 1988 ليلعب معه أربعة مواسم، حيث شارك في 31 مباراة سجل خلالها 15 هدفًا. لينتقل بعدها إلى نادي بنفيكا في موسم 1991–92 واستمر معه طيلة ثلاثة مواسم، مشاركًا في 63 مباراة سجل خلالها 19 هدفًا. ثم انتقل إلى نادي بورتو في موسم 1994–95 لمدة موسم واحد، مشاركًا في 23 مباراة سجل خلالها 4 أهداف. هذا وانتقل لاحقًا إلى نادي سبارتاك موسكو ما بين عامي 1995 و1996 في المرة الأولى لمدة موسم واحد ثم ما بين عامي 1999 و2000 لمدة موسم واحد، مشاركًا طوالها في 26 مباراة سجل خلالها 5 أهداف. ثم انتقل بعدها إلى نادي ميلوول في موسم 1995–96 لمدة موسم واحد، مشاركًا في 16 مباراة سجل خلالها هدفًا واحدًا. ليعود وينتقل من جديد، لكن هذه المرة إلى نادي فورتونا دوسلدورف في موسم 1996–97 لمدة موسم واحد، مشاركًا في 16 مباراة سجل خلالها 5 أهداف. لينتقل بعدها إلى نادي بوخوم في موسم 1997–98 ولمدة موسمين، مشاركًا في 27 مباراة سجل خلالها 5 أهداف أيضًا. ثم لعب في نادي شتورم غراتس في موسم 1999–00 في المرة الأولى لمدة موسم واحد ثم في موسم 2000–01 لمدة موسم واحد، مشاركًا طوالها في 26 مباراة سجل خلالها 6 أهداف.

## روابط خارجية
- سيرغي يوران على موقع الاتحاد الأوربي (الإنجليزية)
- سيرغي يوران على موقع قاعدة بيانات كرة القدم.إي يو (الإنجليزية)
- سيرغي يوران على موقع ناشيونال فوتبول تيمز (الإنجليزية)
- سيرغي يوران على موقع عالم كرة القدم.نت (الإنجليزية)